# Плоцьк (Польща)
Плоцьк (пол. Płock) — місто в центральній Польщі, на річці Вісла. Місто на правах повіту.

## Історія
Археологічні дослідження показали, що Плоцьк був заснований наприкінці X століття. Найважливішим місцем для міського центру було Тумське узгір'я, де була побудована перша оборонна фортеця.
У 1037—1047 став головним опорним пунктом Мецлава.
У 1079—1138 під керуванням династії П'ястів входило до Королівства Польського, в 1138—1495 у складі Мазовецького князівства, з 1495 і до другого поділу польських земель, Плоцького воєводства у складі Речі Посполитої.

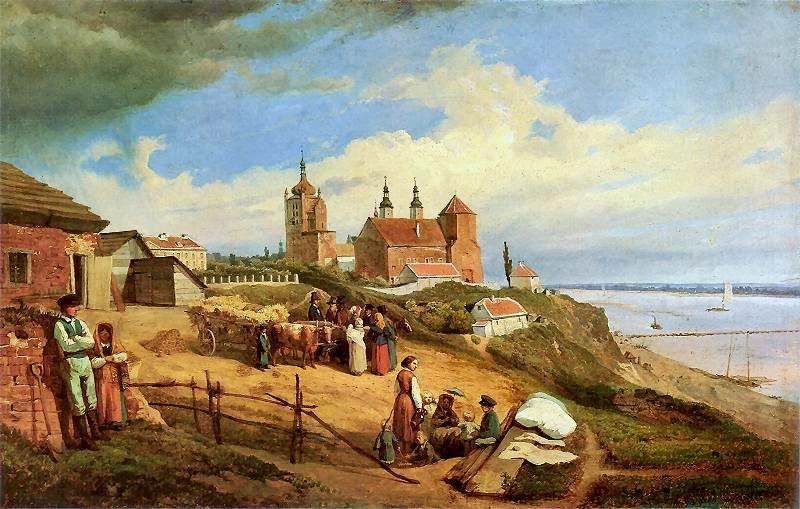
Плоцьк у 1852 році, Войцех Ґерсон

У 1793 терен воєводства увійшов до складу провінції Південна Пруссія королівства Пруссія, де Плоцьк став столицею Нової Східної Пруссії. 
Під час окупації французами Польщі Плоцьк став столицею Великого герцогства Варшавського. У 1809 префект міста Раймунд Рембелінські створив друкарню в Плоцьку. Після Віденського конгресу в 1815 вона розділена між прусським Великим князівством Познанським і Царством Польським у складі Російської імперії.
У 1816—1837 Плоцьке воєводство у складі конгресового королівства Польщі Російської імперії, у 1837—1917 — Плоцька губернія.
У 1820 році створено Плоцьке наукове товариство.
Під час Листопадового повстання 1830—1831 до бунтівників приєднався і Плоцьк. 23 вересня 1831 року у міській ратуші відбулося останнє засідання польського сейму.
Під час Січневого повстання 1863 Плоцьк мав бути містом національного уряду, а саме місто мало певне стратегічне значення. Напад повстанців на російський гарнізон був відбитий. 15 травня 1863 року у Плоцьку розстріляний командир повстанців Зигмунт Падлевський. Після поразки у повстанні почалися репресії, боротьба з проявами патріотизму та період зросійщення.
Наприкінці XIX століття в місті проживало понад 27 000 жителів. Поганий розвиток індустріалізації призвів населення до бідності, а ріст безробіття викликав еміграцію та зростаючу економічну нестабільність.
Під час російської революції 1905 в Плоцьку почали відбуватися страйки, демонстрації та сутички з поліцією. У 1907 році Плоцьке наукове товариство відновило свою діяльність. Почали відкриватися приватні школи з вивченням польської мови.
Під час Першої світової війни у лютому 1915 року німецькі війська зайняли місто. Наприкінці війни у листопаді 1918 року жителі Плоцька роззброїли німецький гарнізон.
18-19 серпня 1920 року відбувся бій з більшовиками, який був спрямований ними на Плоцьк після невдалого нападу на Влоцлавек. Після переможної битви військові генерала Холлера розстріляли рабина Хайма Шапіру, звинуваченого солдатами в тому, що він з балкона своєї квартири вказав більшовикам на польське укріплення. Міські радники заступалися за рабина, але це не спрацювало.
У 1918—1939 року місто було резиденцією муніципальних і повітових органів влади. В ці роки місто отримало залізничне сполучення через Кутно та Серпс, а також був побудований сталевий міст, що зв'язав дві лінії в напрямку Вісли. Але через недостатність інвестицій та відсутність великих промислових підприємств місто опинилося в стані економічної кризи та безробіття. 

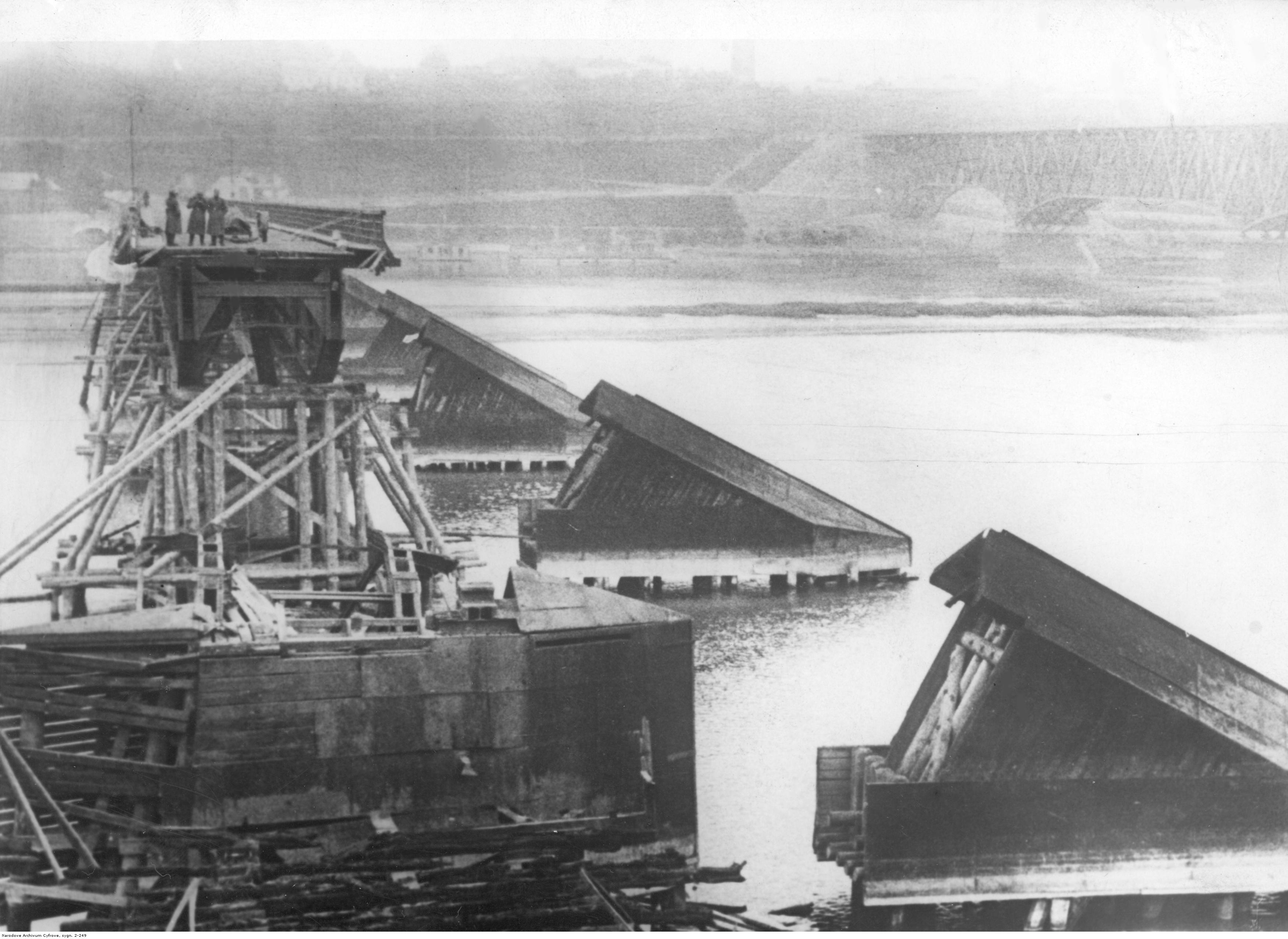
Зруйнований міст, вересень 1939 року

На початку Другої світової війни 9 вересня 1939 року німецькі війська увійшли до Плоцька. Місто було включено до Третього Рейху як частина регентства Цеханов, що входило до складу Східної Пруссії. Одразу ж почалася депортація єврейського та частково польського населення, яке відправлялися в концентраційні та трудові табори в Німеччині. Ряд будівель було знесено, у тому числі частина єврейського кварталу. Міський театр також був зруйнований. З 21 травня 1941 року місто отримало німецьку назву Шрьоттерсбург (нім. Schröttersburg).
21 січня 1945 року Плоцьк зайнятий 70-ю армією Другого Білоруського фронту радянських військ.
Після війни у місті почався період невеликої індустріалізації, під час якого наявні промислові заводи були перебудовані й осучаснені, а також побудовано кілька нових. Поступовий економічний розвиток і поліпшення умов життя населення супроводжувалися розвитком освіти та зростанням культурного розвитку.
Період розвитку Плоцька в епоху Народної Польщі поділяється на два етапи, розділені до 1960, коли почалося будівництво великого нафтопереробного заводу (так-званий нафтохімічний завод). 
7-8 червня 1991 року Плоцьк відвідав Папа Іван Павло II.
Після адміністративної реформи у 1998 Плоцьк увійшов до складу Мазовецького воєводства.
26 лютого 2008 року місцева міська рада надала місту новий Статут, згідно з яким повна і юридична назва почала позначатися як «Столиця князів міста Плоцьк».

## Пам'ятки
- Базиліка Внебовзяття Пресвятої Діви Марії, Плоцьк

## Економіка

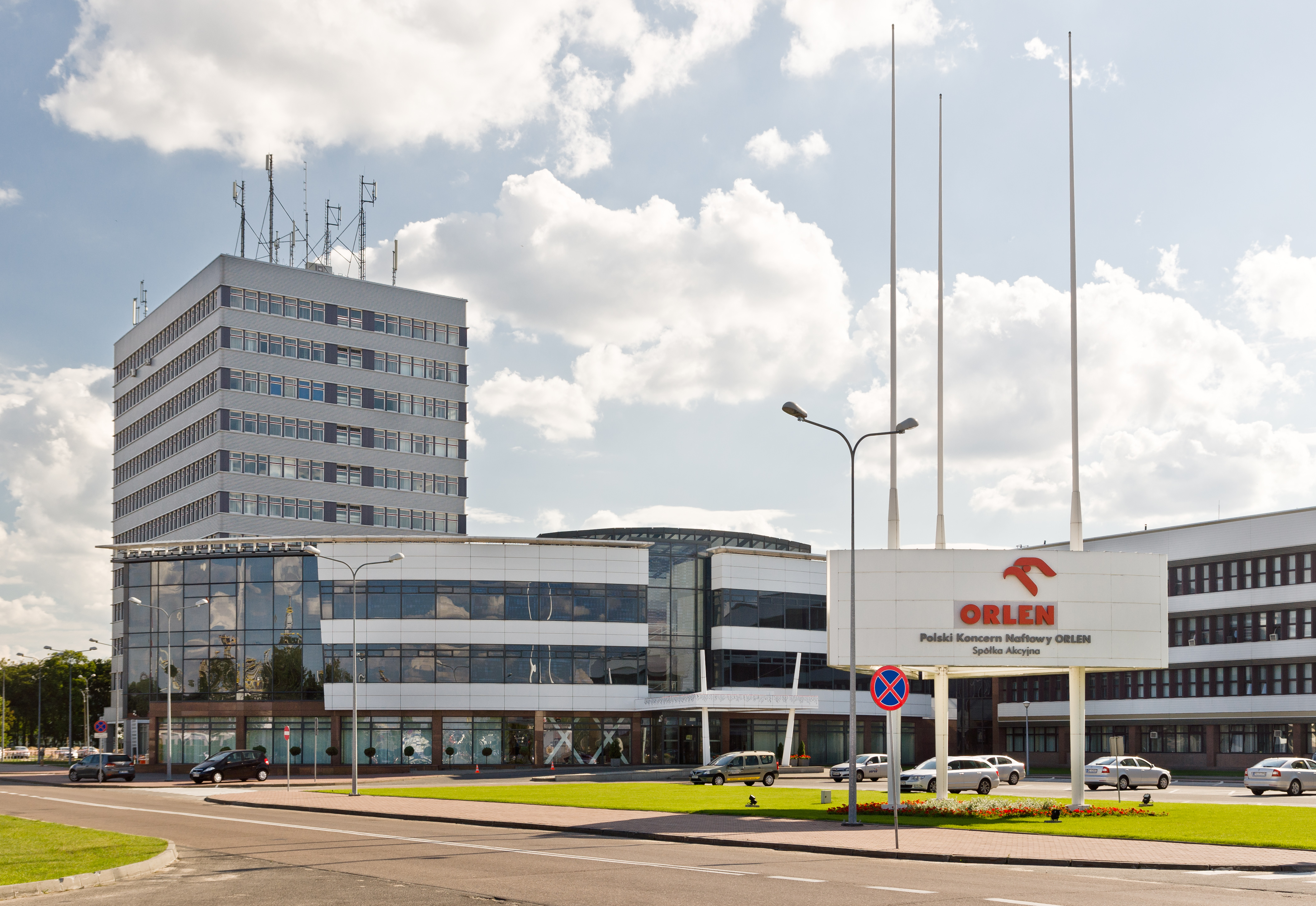
Штаб-квартира PKN Orlen

У місті — одна з найбільших паливно-енергетичних фірм Центральної Європи — Orlen. До Плоцька планується продовжити нафтопровід Одеса-Броди.

## Культура
У місті було започатковано рок-гурт «Lao Che» (1999).

## Демографія
Демографічна структура станом на 31 березня 2011 року:
|          | Загалом | Допрацездатний вік | Працездатний вік | Постпрацездатний вік |
| -------- | ------- | ------------------ | ---------------- | -------------------- |
| Чоловіки | 59084   | 11151              | 41533            | 6400                 |
| Жінки    | 65469   | 10685              | 39687            | 15097                |
| Разом    | 124553  | 21836              | 81220            | 21497                |

## Релігія
У місті є головний собор старокатолицької маріавітської церкви в Польщі — Храм Милосердя і Милості.

## Українці в Плоцьку
У місті на православному цвинтарі знаходиться могила вояка УНР Леоніда Лісовського та його дружини. Могилу знайдено польськими скаутами. Тут 14.08.2019 р. було запалено лампади в рамках акції «Полум'я Братерства».

## Відомі особи

### Поховані в місцевій катедрі
- Владислав І Герман — князь Польщі
- Земовит III — князь у Плоцьку
- Якуб Бучацький — єпископ латинський плоцький.